# Гібіскус (газове родовище)
Гібіскус — офшорне газове родовище в Карибському морі поблизу узбережжя Тринідаду і Тобаго. Належить до басейну Тобаго (суб-басейн Carupano). Разом з родовищами Poinsettia, Chaconia, Ixora, Heliconia та Bougainvillea входить до складу зони родовищ NCMA (North Coast Marine Area).

## Опис
Відкрите у 1975 році в 40 км на північ від узбережжя Тринідаду в районі з глибинами моря 150—160 метрів. Поклади вуглеводнів у цій зоні відносяться до часів верхнього міоцену та нижнього пліоцену, і пов'язані з дельтовими відкладеннями у шельфовій зоні.
Розробку родовищ зони NCMA здійснює консорціум під операторством BG (45,88 %) та за участі Petrotin (19,5 %), Eni і PetroCanada (по 17,31 %). Першим у 2002 році розпочався видобуток на Гібіскус за допомогою платформи, встановленої в районі з глибиною 150 метрів. Для транспортування продукції до заводу з виробництва зрідженого природного газу Атлантик ЗПГ від платформи прокладено трубопровід довжиною 107 км та діаметром 600 мм.
В 2006 році цієї ж платформи приєднали збірний трубопровід від родовища Chaconia. А у 2009-му запрацювала платформа на родовищі Poinsettia, встановлена в районі з глибиною моря 158 метрів. Вона під'єднана до платформи Гібіскус за допомогою перемичики довжиною 20 км та діаметром 500 мм.
Через природне падіння пластового тиску в 2011 році розпочали проект встановлення на платформі Гібіскус компресорного обладнання.
Спільні запаси родовищ Гібіскус, Poinsettia та Chaconia оцінюються у 58 млрд.м3 газу, з них на долю безпосередньо Гібіскус приходиться приблизно половина.
У кінці 2016 року Венесуела та Тринідад і Тобаго досягли домовленості про поставки до острівної держави газу з планованого до розробки родовища Драгон, розташованого у венесуельському секторі безпосередньо на захід від Гібіскус. Одним із варіантів транспортування цього ресурсу є підключення за допомогою офшорного трубопроводу до платформи Гібіскус.